# Rinkeby bokmässa
Rinkeby bokmässa var en bokmässa i Stockholm och anordnades årligen med start 1993 i Folkets hus i Rinkeby. Den hölls 2007 i ett mindre format än tidigare år med språk som tema men har sedan lagts ner. Redan 2003 uttryckte socialdemokraten Maria Hassan att bokmässans framtid var osäker på grund av osäker finansiering och frågade dåvarande kulturminister Marita Ulvskog om hon tänkte verka för att bokmässan skulle få riksstatus.
En ny bokmässa med fokus på kulturell mångfald, Botkyrka internationella bokmässa, hölls åren 2011, 2013 och 2015.